# مختبر أوك ردج الوطني
مختبر أوك ريدج الوطني (بالإنجليزية Oak Ridge National Laboratory) كما يعرف اختصاراً بـ (ORNL). هو مختبر علمي تقني يوجد في مدينة أمريكية صغيرة تدعى أوك ريدج بولاية تينيسي الأمريكية. يدار هذا المختبر لصالح الحكومة الأمريكية ممثلة بوزارة الطاقة وذلك من قبل اتحاد يدعى (UT-Battelle) ويجمع كل من جامعة تينسي الأمريكية ويرمز لها بـ UT ومعهد باتل التذكاري (Battelle).

## عمله
يقوم العلماء والباحثون في هذا المختبر بإجراء البحوث الأساسية والتطبيقية، وتطوير المعرفة العلمية لإيجاد الحلول التكنولوجية في مجالات متعددة من بينها إيجاد حلول الطاقة وحماية البيئة، بالإضافة إلى الإسهام في مجال الأمن القومي الأمريكي. وتشمل أبحاث هذا المختبر في مجال الطاقة البحث في مجال النظائر المشعة وإنتاج وإدارة المعلومات المتعلقة بهذا الجانب، وأخرى.

## الطاقم
يبلغ عدد العاملين في هذا المختبر قرابة 4200 شخص، من ضمنهم 1500 عالم ومهندس، ويستضيف سنوياً قرابة 3000 زائر. وتجاوز التمويل الذي حصل عليه هذا المختبر في عام 2007 حوالي 1,2 مليار دولار 80% من هذا المبلغ قدمته وزارة الطاقة الأمريكية، كما تبلغ المساحة التي تحتلها مباني هذا المختبر بمختلف ملحقاتها قرابة 150 كلم2.